# 766年
| 千纪： | 1千纪 |
| 世纪： | 7世纪 \| 8世纪 \| 9世纪 |
| 年代： | 730年代 \| 740年代 \| 750年代 \| 760年代 \| 770年代 \| 780年代 \| 790年代                                                            |
| 年份： | 761年 \| 762年 \| 763年 \| 764年 \| 765年 \| 766年 \| 767年 \| 768年 \| 769年 \| 770年 \| 771年                                      |
| 纪年： | 丙午年（马年）；唐永泰二年，大曆元年（西域不知唐朝已改元，继续使用广德四年）；南诏赞普钟十五年；日本天平神護二年；渤海国大興二十九年 |

## 大事记
- 唐代宗將鎮南都護府改回安南都護府。
- 吐蕃攻打原州。
- 吐蕃陷甘州及州境的居延海（今內蒙古額濟納旗），北邊界拓至回紇。